# Liste der Kulturgüter in Trimbach
Die Liste der Kulturgüter in Trimbach enthält alle Objekte in der Gemeinde Trimbach im Kanton Solothurn, die gemäss der Haager Konvention zum Schutz von Kulturgut bei bewaffneten Konflikten, dem Bundesgesetz vom 20. Juni 2014 über den Schutz der Kulturgüter bei bewaffneten Konflikten sowie der Verordnung vom 29. Oktober 2014 über den Schutz der Kulturgüter bei bewaffneten Konflikten unter Schutz stehen.
Objekte der Kategorien A und B sind vollständig in der Liste enthalten, Objekte der Kategorie C fehlen zurzeit (Stand: 1. Januar 2023).

## Kulturgüter
| Foto |                                                                         | Objekt                                                | Kat. | Typ | Standort                           | Beschreibung |
| ---- | ----------------------------------------------------------------------- | ----------------------------------------------------- | ---- | --- | ---------------------------------- | ------------ |
| ja   | Datei hochladen · Wikidata zu Ruine Frohburg (Q339236)                  | Ruine Frohburg KGS-Nr.: 04750                         | A    | F   | 634081 / 247680                    |              |
| BW   | Datei hochladen · Wikidata zu Gasthof Schmiede (Q29881378)              | Gasthof Schmiede KGS-Nr.: 11244                       | B    | G   | Baslerstrasse 227 634381 / 245939  |              |
| ja   | Datei hochladen · Wikidata zu Christkatholische Kreuzkirche (Q29881377) | Kirche (Christkatholische Kreuzkirche) KGS-Nr.: 11245 | B    | G   | Baslerstrasse 221 634438 / 245882  |              |
| ja   | Datei hochladen · Wikidata zu Alte Mühle (Q29881374)                    | Alte Mühle KGS-Nr.: 11246                             | B    | G   | Mühleweg 21 634517 / 246032        |              |
| BW   | Datei hochladen · Wikidata zu Haus Obererlimoos (Q29881381)             | Haus Obererlimoos KGS-Nr.: 13570                      | B    | G   | Erlimoosstrasse 83 633617 / 247967 |              |